# Tobin Island
Tobin Island ist eine kleine, unbewohnte Insel in der Torres-Straße im  Pazifik nordöstlich von Moa Island. Mit der knapp 1,5 Kilometer südöstlich gelegenen Insel Portlock zählt sie zur Gruppe der Kulbi-Inseln.
Die flache, nahezu vegetationslose Insel ist von einem dichten Saumriff umschlossen. Sie gehört politisch zum australischen Bundesstaat Queensland.